# Escultura que lanza-luciérnagas-señales de lluvia (Garau)
Escultura que se lanza-Luciérnagas-señales de lluvia, Luciérnagas (en italiano: Scultura che lancia-Lucciole-segnali di pioggia), es un cuadro del pintor italiano Salvatore Garau pintado en 1992 al óleo sobre lienzo y sus medidas son 105 x 105 cm. Se conserva en el Museo Gallerie di Piazza Scala, frente a la Teatro alla Scala, de Milán, en Italia.